# María Montoya Conde
María Magdalena Montoya Conde es una docente y política peruana. Fue alcaldesa de la provincia de Cañete durante el período 2011-2014.

## Biografía
Nació el 10 de octubre de 1958. En 2009, fue capacitadora en la Universidad Cayetano Heredia. En 2010, egresó de la Universidad Daniel Alcides Carrión tras cursar la carrera de ciencias de la educación. 
Postuló a la alcaldía de la provincia de Cañete por el partido Patria Joven en las elecciones regionales y municipales del 2010, obteniendo el puesto durante el período 2011-2014. En 2012, se intentó iniciar un proceso de vacancia, pero la solicitud fue desestimada. En 2014, renunció a la Alianza Electoral Unidad Nacional. Entre 2015 y 2017 se desempeñó como acompañante pedagógico. En 2017 renunció a Patria Joven. En 2018, postuló a la alcaldía provincial de Cañete por el partido Fuerza Regional. En 2022, fue designada como gerente regional de desarrollo social.